# Batalla de Germantown
La batalla de Germantown va ser un conflicte emmarcat en la Campanya de Filadèlfia de la Guerra de la Independència dels Estats Units ocorregut el 4 d'octubre de 1777 a Germantown (Pennsilvània). La batalla va enfrontar 11.000 soldats americans contra 9.000 britànics, en un atac de les columnes de George Washington contra els soldats regulars de la Gran Bretanya, que estaven acantonats a Germantown. Tot i ser un enfrontament en què la iniciativa la van portar els americans, aquests van fracassar, en part influïts per les condicions climatològiques (a causa de la densa boira les columnes de Washington es van atacar entre si). La victòria britànica en el conflicte va provocar que Filadèlfia, la capital del govern revolucionari de les Tretze Colònies, romangués en mans britàniques fins a l'hivern de 1777-1778.

## Preludi
La campanya a Filadèlfia havia començat bastant malament per les forces americanes. George Washington i l'Exèrcit Continental havien patit derrotes successives a la batalla de Brandywine i a la batalla de Paoli, la qual cosa havia deixat Filadèlfia sense defensa. Després de la presa de la capital revolucionària per part de Charles Cornwallis el 26 de setembre de 1777, William Howe va deixar 3.462 homes per defensar-la i va desplaçar 9.728 homes a Germantown, 5 milles al nord (8,04672 km), determinat a localitzar i destruir les forces americanes. Howe va establir el seu quarter general a Stenton, a l'antiga casa de camp de James Logan.
Amb les forces de Howe així dividides, Washington va veure una oportunitat per enfrontar-se als anglesos. Va decidir atacar la guarnició anglesa de Germantown com l'últim esforç de l'any abans de l'arribada de l'hivern. El seu pla era atacar els anglesos a la nit amb quatre columnes en diferents direccions, amb l'objectiu de crear un doble embolcall. Washington esperava sorprendre els exèrcits anglesos i hessians de la mateixa forma en què havia sorprès els hessians a la batalla de Trenton.

## Marc i rumb a la batalla

### Posicions angleses i hessianes
Germantown era un petit poblat de cases fetes amb pedra que s'estenien des del que es coneix com a Mount Airy a Filadèlfia (Pennsilvània) al nord, fins al que ara és Market Square, al sud. Al sud-oest des de Market Square s'estenia la Schoolhouse Lane, que es perllongava 1.5 milles (2.4 km) fins al punt on el rierol Wissahickon s'abocava des d'una pronunciada gorja cap al riu Schuylkill. El general William Howe havia establert un campament base al llarg de les terres altes dels camins de Schoolhouse i Church. L'ala oest del campament, sota el comandament del general hessià Wilhelm von Knyphausen, tenia un piquet de dos batallons de caçadors al seu flanc esquerre a la part alta sobre la desembocadura del Wissahickon. Una brigada hessiana i dues brigades britàniques acamparen al llarg de Market Square, i a l'est d'allà hi havia dues brigades britàniques sota el comandament del general James Grant, igual que dos esquadrons de dragons i el 1r batalló d'infanteria lleugera. Cobrint el flanc dret hi havia una unitat lleialista de Nova York coneguda com a Queen's Rangers ("Rangers de la Reina").

### Marxa dels americans
Al vespre del 3 d'octubre, l'exèrcit americà va començar la marxa de 16 milles (25,749504 km) cap al sud i es dirigiren a Germantown en completa foscor. Donat que l'atac s'havia de produir a l'alba, als soldats se'ls va donar ordres de posar-se un tros de paper blanc en els seus barrets per tal que poguessin diferenciar-se entre ells l'enemic. No van ser detectats pels caçadors, i les forces hessianes i britàniques no van poder saber que les tropes americanes avançaven sobre ells. Per als americans semblava que el seu intent de repetir el seu èxit en la batalla de Trenton havia de ser exitós. La foscor comportava que la comunicació entre columnes fos molt difícil i el progrés va ser més lent del que s'esperava. A l'alba, la majoria de les forces americanes no havien arribat a la posició d'atac prevista, i havien perdut el factor sorpresa.
Tanmateix, una columna americana, formada per milicians, va poder arribar al campament britànic. Aquestes tropes es van detenir prop de la confluència del Wissahickon i el Schuylkill, després que arribessin al turó de Chestnut, conduïts per dos guies, un dels quals era George Danenhower. Les tropes van disparar algunes canonades al campament de Knyphausen abans de retirar-se. Les tres columnes restants van continuar el seu avanç. La que estava sota el comandament del general John Sullivan va baixar pel camí de Germantown, la columna militar de Nova Jersey sota el comandament del general William Smallwood va baixar pel camí de Skippack cap al camí de Whitemarash Church i d'aquí cap al camí d'Old York per atacar el flanc dret britànic, i la que estava sota el comandament del general Nathanael Greene, que estava formada per les divisions comandades per Greene i el general Adam Stephen juntament amb la brigada del general Alexander McDougall, van baixar pel camí de Limekiln.

## Batalla
Una espessa boira densa va cobrir el camp de batalla durant el dia.
L'avantguarda de la columna de Sullivan, en el camí de Germantown, va començar la batalla quan van obrir foc contra la defensa britànica d'infanteria lleugera a Mount Airy just quan el sol sortia a les cinc del matí.
La defensa britànica va resistir l'avanç americà i va disparar les seves armes en forma d'alarma. Howe va cavalcar cap endavant perquè pensava que eren atacats per un grup d'aprovisionament o d'escaramusses i va ordenar als seus homes que mantinguessin les seves posicions. Va prendre una part substancial de la divisió per superar definitivament la defensa britànica i fer-los retrocedir cap a Germantown.
Howe, que encara creia que els seus homes feien front a una lleugera oposició, exclamà:
| « | Quina vergonya, Infanteria Lleugera. Mai abans no havia vist que us retiréssiu. Formeu! Formeu! Només és un grup d'exploradors. | » |

Tot just llavors, tres canons americans van entrar en acció i dispararen una ràfega de metralla. Howe i els seus homes es van retirar ràpidament fora del seus abast. Més d'un oficial britànic es va sorprendre en veure els seus soldats caient ràpidament cap enrere abans del poderós atac.
Ja separat de la força principal britànico-hessiana, el coronel anglès Musgrave va ordenar a les seves sis companyies de tropes del 40è. Regiment, aproximadament 120 homes, que fortifiquessin la casa de pedra del cap de la Justícia Chew, anomenada Mansió Clivenden. Els americans van iniciar furiosos assalts contra Cliveden, però els defensors -que eren molt menys en nombre- es van batre en retirada, infligint grans pèrdues. El general Washington va convocar un consell de guerra per decidir com tractar el present contratemps. Alguns oficials recolzaven la idea de continuar i rodejar Cliveden deixant un regiment per enfrontar-se contra ells. Però el brigadier general Henry Knox li va aconsellar a Washington que no era prudent permetre que una guarnició es quedés enrere de les tropes que avançaven i romangués en un lloc controlat per l'enemic. Washington va estar d'acord.
La brigada del General William Maxwell, la qual s'havia mantingut en les reserves de les forces americanes, va ser desplaçada per atacar Cliveden, mentre Knox, que era el comandant d'artilleria de Washington, va posicionar quatre canons de tres lliures fora de l'abast dels mosquetons i va obrir foc contra la mansió. Però les amples parets de Cliveden resistiren el bombardeig dels lleugers canons. Els assalts d'infanteria nord-americans llançats contra la mansió (incloent el dut a terme per una companyia de Línia de Virgínia sota les ordres del tinent John Marshall, futur president del Tribunal Suprem dels Estats Units, que va ser ferit en l'assalt) van ser repel·lits, i els assaltants patiren moltes baixes. Els pocs nord-americans que van aconseguir entrar van ser afusellats o caigueren sota les baionetes. Cada vegada era més evident que Cliveden no seria presa fàcilment.
Abans de Knox i Maxwell llancessin els seus inútils atacs contra la mansió Chew, la divisió de Sullivan pressionava pel lloc en la boira. Sullivan va desplegar la brigada del general de brigada Thomas Conway a la dreta i la brigada del general de brigada Anthony Wayne a l'esquerra i se'n va anar cap endavant contra el centre esquerre britànic. Donat que la primera brigada de Sullivan i la segona de Maryland avançaven, s'aturà amb freqüència per disparar salves a la boira. Aquesta tàctica va ser eficaç en la repressió de l'oposició enemiga, però va causar les tropes es quedessin ràpidament curtes de munició. La brigada de Wayne a l'esquerra del camí es va moure endavant i es va separar de la línia de Sullivan. De sobte, des del darrere, els homes van començar a escoltar el soroll inquietant provinent del bombardeig de Knox de la mansió Chew. A la seva dreta, el tir dels homes de Sullivan es va calmar atès que els de Maryland anaven justos de munició. Els homes de Wayne va començar a entrar en pànic en el seu aparent aïllament, per la qual cosa els van ordenar retirar-se. Sullivan va ser forçat a retirar-se també, tot i que els regiments es van enfrontar en una tossuda acció de rereguarda. Atès que les unitats britàniques següents fins a la retirada van ser redirigides a lluitar contra la tardana columna de Greene que tot just arribava, els homes de Sullivan es van retirar en bon ordre.
Mentrestant, la columna del General Nathanael Green en el camí de Limekiln es va trobar amb les forces americanes a Germantown. La seva avantguarda es va topar amb els piquets britànics al Molí de Luken i els van allunyar després d'una escaramussa salvatge. A la densa boira que gairebé obscuria la vista dels americans s'hi afegia el fum dels canons i mosquets, fet que dificultava la visió de l'enemic. La columna de Green va ser llançada al caos i la confusió. Una de les brigades de Greene, sota el comandament del general de brigada Adam Stephen, va sortir de curs i va començar a seguir el camí de Meetinghouse en lloc de reunir-se a Market Square amb la resta de forces de Greene. La brigada díscola va topar amb la brigada de Wayne i els va confondre amb els casaques vermelles. Les dues brigades nord-americanes van obrir un intens foc entre si es van desorganitzar severament, i totes dues van fugir. La retirada de la brigada de Wayne (la New Jersey), que havia sofert moltes baixes en l'atac a la mansió Chew, va deixar el flanc dret de Conway exposat a l'enemic.
Al nord, una columna americana liderada per McDougall va ser atacada per les tropes tropes lleialistes dels Rangers de la Reina i els guàrdies de la reserva britànica. Després d'una batalla brutal entre els dos, la brigada de McDougall es va veure obligada a retirar-se, i va patir grans pèrdues. Encara convençut, però, que podien guanyar, el continental novè de Virginia de la columna de Greene va llançar un atac sobre la línia britànica i de Hesse, tal com estava previst, aconseguí obrir-se pas i capturar un cert nombre de presoners. No obstant això, aviat van ser envoltats per dos brigades britàniques que arribaven, dirigides pel general Cornwallis, qui va llançar una contraatac devastador. Completament delmat, el novè regiment de Virgínia es va veure obligat a rendir-se. Greene, en assabentar de la derrota de l'exèrcit principal i la seva retirada, es va adonar que estava sol contra tota la força britànica i de Hesse, per la qual cosa també es va retirar.
Els principals atacs contra el campament britànic i de Hesse van ser rebutjats amb grans baixes. Washington va ordenar retirar-se a Armstrong i als homes de Smallwood. La brigada de Maxwell, tot i haver aconseguit capturar la mansió Chew, es va veure obligada a retrocedir. Part de l'exèrcit britànic es va avançar i va seguir la retirada dels nord-americans, perseguint-los durants unes 9 milles (14 km) abans de renunciar a la persecució davant la resistència de la infanteria de Greene, les peces d'artilleria de Wayne i un destacament de dragons, així com l'arribada de la nit.

## Baixes
Dels 11,000 homes que Washington va dur a batalla, 152 (30 oficials i 122 homes) forent morts i 521 van ser ferits (117 oficials i 404 homes). Més de 400 van ser capturats incloent el coronel Mathews i el 9è. Regiment de Virgínia complet. Una bola de canó li va llevar la cama esquerra al general Francis Nash que va morir el 8 d'octubre a la casa d'Adam Gotwals. El seu cos fou enterrat amb honors militars el dia 9 d'octubre a la casa de reunió mennonita a Towamencin, Pennsilvània. El major John White, que fou ferit de bala a Cliveden, morí el 10 d'octubre. El tinent coronel William Smith, que fou ferit quan duia la bandera de treva a Cliveden, també morí a causa de les seves ferides. En total, 57 nord-americans van morir atacant la mansió Chew.
Les baixes britàniques van ser 71 morts, 448 ferits i 14 desapareguts, només 24 dels quals eren hessians Els oficials britànics morts en combat inclouen el brigadier general James Agnew i el tinent coronel John Bird. El tinent coronel William Walcott del Regiment Núm 5 d'Infanteria va ser ferit de mort

## Avaluació històrica
El pla de Washington no va ser reeixit per causa de diversos factors:
- Washington erròniament creia que les seves tropes estaven ben entrenades i amb prou experiència per dur a terme un atac complicat.[22]
- El pla d'atac requeria constant coordinació entre les columnes del seu exèrcit, cosa que no va passar.
- Quan hi va haver forta resistència per part del 40è de peu, Stephen va desobeir les ordres i va intentar atacar la mansió Chew (Chew House), sense trobar el resultat desitjat. Stephen fou jutjat posteriorment en un tribunal militar i degradat quan es va descobrir que estava borratxo durant la batalla).[23]

Tot i que és molt poc probable, el pla de Washington, si hagués estat executat amb èxit i tot hagués sortit a favor dels continentals durant la batalla en si, potser podria haver estat un impuls per escurçar la guerra. Juntament amb la rendició de Burgoyne a Saratoga, la derrota de Howe a Germantown "probablement hauria estat massa per al ministeri de Lord North".